# Bureau pour le Kosovo-et-Métochie
Le Bureau pour le Kosovo-et-Métochie (serbe : Канцеларија за Косово и Метохију, romanisé :  Kancelarija za Kosovo i Metohiju) est un organe de coordination du Gouvernement serbe officiellement responsable de la province autonome qui constitue de facto la république du Kosovo depuis la déclaration unilatérale d’indépendance en 2008. Il a été constitué le 2 août 2012 après la dissolution du ministère du Kosovo-et-Métochie.
Le directeur actuel du bureau est Petar Petković.

## Organisation

### Directeur
Le directeur est responsable du Bureau et est nommé par le gouvernement de la Serbie. Le mandat du directeur est de 5 ans.
| Nom              | Début            | Fin              |
| ---------------- | ---------------- | ---------------- |
| Aleksandar Vulin | 27 juillet 2012  | 2 septembre 2013 |
| Marko Đurić      | 2 septembre 2013 | 8 octobre 2020   |
| Petar Petković   | 8 octobre 2020   | en cours         |

### Juridiction et compétences
La compétence de l'Office est établie par son statut :
- Suivi de la conclusion et de la mise en œuvre des accords internationaux relatifs au Kosovo-et-Métochie ;
- Maintenir des contacts avec des organisations internationales, des pays, des ONG et d'autres institutions pertinentes concernant le statut futur du Kosovo-et-Métochie ;
- Suivi de la mise en œuvre des accords internationaux dans le domaine des droits de l'homme au Kosovo-et-Métochie ;
- Contrôle du respect de la résolution 1244 et du cadre constitutionnel dans le processus de conclusion des accords internationaux par le représentant spécial du secrétaire général des Nations unies ;
- Analyse des projets de résolutions soumis au Conseil de sécurité des Nations unies ;
- Suivi, coopération et coordination avec les forces militaires internationales ;
- Protection des droits et retour des réfugiés et des personnes déplacées du Kosovo-et-Métochie, ainsi que des personnes déplacées au Kosovo-et-Métochie ;
- Réparation et construction de maisons pour les rapatriés, construction des infrastructures, fourniture d'une aide humanitaire et d'urgence aux populations serbes et non albanaises vulnérables au Kosovo-et-Métochie ;
- La mise en place des centres de décision pour le travail social et la protection de l'enfance ;
- Informer les centres de travail social et les citoyens concernés des avantages sociaux reconnus et mis en œuvre ;
- Enregistrement et traitement des soumissions, ainsi que de toutes les parties intéressées du Kosovo-et-Métochie en ce qui concerne les droits des relations de travail et le droit du travail ;
- Coopération avec le service national de l'emploi et proposition de mesures pour améliorer l'information des citoyens sur les offres d'emploi au Kosovo-et-Métochie, les avantages pour les chômeurs et les employeurs, ainsi que pour trouver des opportunités d'emploi ;
- Fonctionnement des institutions de la république de Serbie au Kosovo-et-Métochie ;
- Politique sociale, culture, médias, questions religieuses, restauration du patrimoine culturel et spirituel de la Serbie et de l'Église orthodoxe serbe du Kosovo ;
- Infrastructures et télécommunications dans les régions serbes du Kosovo-et-Métochie ;
- Assistance financière, juridique, technique et professionnelle dans tous les domaines importants pour les Serbes et les autres communautés non albanaises du Kosovo-et-Métochie ;
- Protection juridique des personnes appartenant à des minorités nationales et des personnes morales du Kosovo-et-Métochie ;
- Coordination des activités dans le domaine de l'économie et du développement économique avec les ministères compétents et d'autres organes et organisations concernés de la république de Serbie ;
- Amélioration de l'énergie, des transports et des télécommunications ;
- Formulation d'un projet de loi accordant une autonomie substantielle au Kosovo et la mise en œuvre de la politique de l'État pour protéger l'intégrité territoriale de la république de Serbie, ainsi que d'autres fonctions du département.